# Tary
Tary war ein indisches Gewichtsmaß an der Koromandelküste.
- 1 Tary = 2 Tukos = 2 ½ Bis = 12 Seyras (auch 12 4/13[1]) = 100 Paloins = 1000 Pagoden
- 1 Tary = 3336 Gramm